# Walter Cronkite
Walter Leland Cronkite, Jr., född 4 november 1916 i Saint Joseph i Missouri, död 17 juli 2009 i New York i New York, var en amerikansk TV-journalist, mest känd som nyhetsankare på CBS Evening News från 1962 till 1981. Han hade som kännetecken att avsluta nyhetssändningarna med att säga: "And that's the way it is".
Cronkite är känd som den som i en extrainsatt nyhetssändning läste upp nyheten om mordet på president Kennedy den 22 november 1963. Han var också känd för sin rapportering om andra viktiga händelser, som månlandningen den 20 juli 1969, liksom händelser i Vietnamkriget och Watergate-affären.
Asteroiden 6318 Cronkite är uppkallad efter honom.